# مقاطعة فرانكلين (أركنساس)
مقاطعة فرانكلين (بالإنجليزية: Franklin County)‏ هي إحدى مقاطعات ولاية أركنساس في الولايات المتحدة الأمريكية.